# فالنتاين بيكر
فالنتاين بيكر(بالإنجليزية: Valentine Baker)‏:كان جندي بريطاني، وهو الشقيق الأصغر للسيد صموئيل بيكر (والمعروف أيضا باسم باشا بيكر) (1887 1827).
تلقى تعليمه في غلوستر وسيلان، وكان في الخدمة الفعلية في الفوج العسكري أثناء الحرب الحدودية 1852-1853, وفي حرب القرم كان بيكر حاضرا في معركة نهر Chernaya وعند سقوط مدينة سيفاستوبول، ذهب خلال الحروب لعام 1866 و1870 كمتابع مع الجيوش الألمانية، وبدأ في عام 1873 رحلته المشهورة إلى خراسان، ثم بعد ذلك دخل الخدمة في الجيش العثماني في الحرب مع روسيا.
 مترجم من Valentine Baker